# عمارت زرافه
عمارت زرافه یک هتل کوچک در حومه لانگ‌آتا در نایروبی، کنیا است که به همراه مرکز زرافه وابسته به آن، به‌عنوان خانه‌ای برای تعدادی از زرافه روتشیلد که گونه در خطر انقراض هستند، فعالیت می‌کند و یک برنامه تکثیر برای بازگرداندن جفت‌های مولد به حیات وحش به‌منظور تضمین آینده این زیرگونه اجرا می‌نماید.

## تاریخچه
این عمارت بر اساس یک کلبه شکار اسکاتلندی طراحی شده و در سال ۱۹۳۲ توسط سر دیوید دانکن، عضوی از خانواده مکینتاش که به خاطر تافی مکینتاش شهرت داشتند، ساخته شد. این عمارت در ابتدا روی زمینی به مساحت ۱۵۰ جریب (۶۱ هکتار) قرار داشت که تا رودخانه مباگاتی، مرز جنوبی شهر نایروبی، امتداد داشت. در دهه ۱۹۶۰، عمارت توسط یک سرمایه‌گذار محلی خریداری شد و به چندین نفر اجاره داده شد، از جمله مرحوم دنیس لیکین، تا اینکه به حال خرابی درآمد و بدون سکنه رها شد.
در سال ۱۹۷۴، عمارت توسط بتی لزلی-ملویل و همسرش جاک به همراه ۱۵ جریب فرنگی (۶٫۱ هکتار) خریداری شد. از ۱۵۰ جریب فرنگی (۰٫۶۱ کیلومتر مربع). از آن زمان، ۶۰ جریب فرنگی (۲۴ هکتار) از آنها نیز خریداری شده است که به همراه ۴۰ جریب فرنگی (۱۶ هکتار) که توسط پیتر بیرد اهدا شده و قبلاً بخشی از «مزرعه خوک» او را تشکیل می‌داد، مساحت کل عمارت را به ۱۱۵ جریب فرنگی (۴۷ هکتار) رسانده است.

## زندگی به عنوان پناهگاه زرافه‌ها

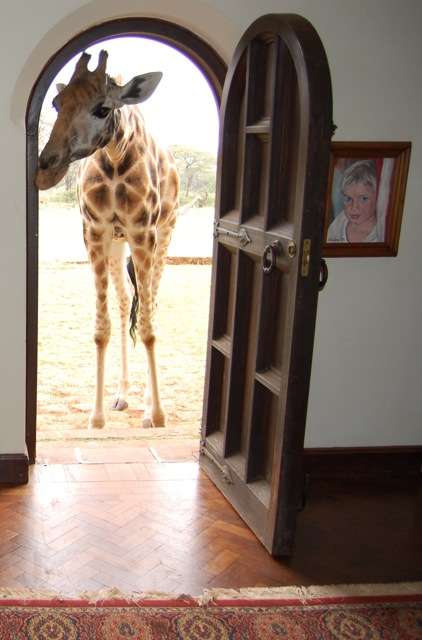
زرافه‌ای سرش را از درِ ورودی عمارت زرافه‌ها بیرون آورده است

کمی پس از خرید عمارت، لزلی-ملویل‌ها متوجه شدند که تنها زرافه‌های روچیلد باقی‌مانده در کنیا به دلیل خرید زمینی به ۱۸٬۰۰۰-جریب-فرنگی (۷۳-کیلومتر-مربع) در معرض خطر هستند. مزرعه‌ای خصوصی (برای اسکان متصرفان غیرقانونی، که گمان می‌رود برخی از آنها از نوادگان قربانیان اخراج زمین توسط دولت استعماری بریتانیا باشند) در سوی، نزدیک الدورت، که تنها زیستگاه روچیلدها در کنیا بود. ناگزیر، خرید دولت منجر به تقسیم زمین به قطعات کوچک‌تر می‌شد.
در سال ۱۹۷۷، دولت کنیا، از طریق وزارت حیات وحش، تعدادی از روتشیلدها را به پارک ملی دریاچه ناکورو منتقل کرد که زیستگاه مناسبی برای این زیرگونه در معرض خطر انقراض بوده است.
از آنجایی که عمارت از قبل محل زندگی سه زرافه نر وحشی (با نام‌های مستعار تام، دیک و هری) بود، خانواده لزلی-ملویل موافقت کردند که یکی از زرافه‌ها، یک ۸-فوت-tall (۲٫۴-متر) به آنجا منتقل کنند. نوزادی ۴۵۰ پوندی که آنها دیزی نامیدند، که بتی بعداً کتاب «بزرگ کردن دیزی روچیلد» را دربارهٔ او نوشت، که بعداً به فیلم «آخرین زرافه» تبدیل شد.
خیلی زود بچه زرافه دیگری به نام مارلون (که به نام مارلون براندو نامگذاری شده است) به دیزی پیوست و از آن زمان، عمارت، همراه با مکان‌هایی مانند پارک سافاری ووبرن در بدفوردشایر انگلستان، یک برنامه اصلاح نژاد را برای بازگرداندن زرافه روتشیلد به طبیعت وحشی اجرا کرده است تا خزانه ژنی را گسترش دهد. بخشی از زمین عمارت به مرکز زرافه‌ها واگذار شده است که توسط صندوق آفریقایی برای حیات وحش در معرض خطر اداره می‌شود، یک سازمان خیریه که توسط لسلی ملویلز و دختر بتی در سال ۱۹۷۲ تأسیس شد طبق سنت، خود زرافه‌ها به نام افرادی نامگذاری می‌شوند که به‌طور قابل توجهی (چه از نظر مالی و چه از جهات دیگر) به کار AFEW کمک کرده‌اند، مانند لین، که به نام نویسنده و روزنامه‌نگار لین شر، یک طرفدار زرافه که کتابی کامل در مورد این موجود نوشت، نامگذاری شده است.

## زندگی به سبک هتل
در سال ۱۹۸۳، ریک اندرسون (پسر بتی) و همسرش به ملک «هتل مانور زرافه» نقل مکان کردند تا مدیریت مانور زرافه را به عنوان یک هتل کوچک و خصوصی به عهده بگیرند که در آن مهمانان می‌توانستند از روی میز صبحانه، از طریق در ورودی و از پنجره اتاق خواب طبقه دوم خود به زرافه غذا بدهند. این مانور دوازده اتاق خواب دارد که یکی از آنها با وسایل نویسنده مشهور کارن بلیکسن (معروف به ایساک دینسن) مبله شده است.
در طول این سال‌ها، عمارت میزبان مهمانانی مانند الن دی‌جنرس، پورتیا دِ روسی، الی گولدینگ، نائومی واتس، ادی ودر و والتر کرونکیت (که یکی از گرازهای ساکن عمارت به نام او نامگذاری شده است)، جانی کارسون، بروک شیلدز و ریچارد چمبرلین، و همچنین میزبان ریچارد برانسون، ایوان مک‌گرگور و چارلی بورمن در مراسم راه‌اندازی سرویس لندن-نایروبی ویرجین آتلانتیک در سال ۲۰۰۷ بوده است.